# NGC 7422
NGC 7422 (również PGC 70048 lub UGC 12254) – galaktyka spiralna (Sb), znajdująca się w gwiazdozbiorze Ryb. Odkrył ją Albert Marth 11 sierpnia 1864 roku.
W galaktyce tej zaobserwowano supernową SN 2008du.